# ロヴィアーノ
ロヴィアーノ（伊: Roviano）は、イタリア共和国ラツィオ州ローマ県にある、人口約1,200人の基礎自治体（コムーネ）。

## 地理

### 位置・広がり
ローマ県東部のコムーネ。ティーヴォリから東北東へ約17km、ローマ中心部から東北東へ約46km、アヴェッツァーノから西へ約36km、ラクイラから南西へ約49kmの距離にある。

#### 隣接コムーネ
隣接するコムーネは以下の通り。
- リオフレッド - 北
- アルソリ - 東
- マラーノ・エークオ - 南東
- アンティーコリ・コッラード - 南
- マンデーラ - 西
- チネート・ロマーノ - 北西

### 地勢
町域をアニェーネ川が流れる。

### 気候分類・地震分類
ロヴィアーノにおけるイタリアの気候分類 (it) および度日は、zona E, 2287 GGである。
また、イタリアの地震リスク階級 (it) では、zona 2B (sismicità media) に分類される。

## 行政

### 山岳部共同体
広域行政組織である山岳部共同体「アニエーネ山岳部共同体」 (it:Comunità montana dell'Aniene) （事務所所在地: アーゴスタ）に属する。

## 交通

### 道路
町域をアウトストラーダ A24が通過するが、出入口はない。
国道・主要道路
- SR5 (it:Strada statale 5 Via Tiburtina Valeria) 
〔ローマ - ティヴォリ〕 - ロヴィアーノ - 〔アヴェッツァーノ - ペスカーラ〕
- SR411 (it:Strada statale 411 Sublacense) 
ロヴィアーノ - 〔アーゴスタ - スビアーコ - ヴィーコ・ネル・ラーツィオ〕

### 鉄道
トレニタリア (FS)
- ローマ＝スルモーナ＝ペスカーラ線 (it:Ferrovia Roma-Sulmona-Pescara) 
ロヴィアーノ駅 (it:Stazione di Roviano)